# Chery E5
Chery E5 — переднеприводной пятиместный седан класса C. Пришёл на смену автомобилю Chery A5. Chery E5 в России выпускался под названием Vortex Estina FL-C.
Автомобиль Chery E5 оснащён бензиновым двигателем внутреннего сгорания SQR477F объёмом 1,5 литра, мощностью 107 л. с. при 6000 об/мин и крутящим моментом 140 Н*м при 4500 об/мин. На Ближнем Востоке автомобиль оснащался бензиновым двигателем внутреннего сгорания SQR481FC объёмом 1,8 литра, мощностью 130 л. с. и крутящим моментом 170 Н*м.

## Riich G3
Riich G3 — модернизация автомобиля Chery E5.

## Галерея

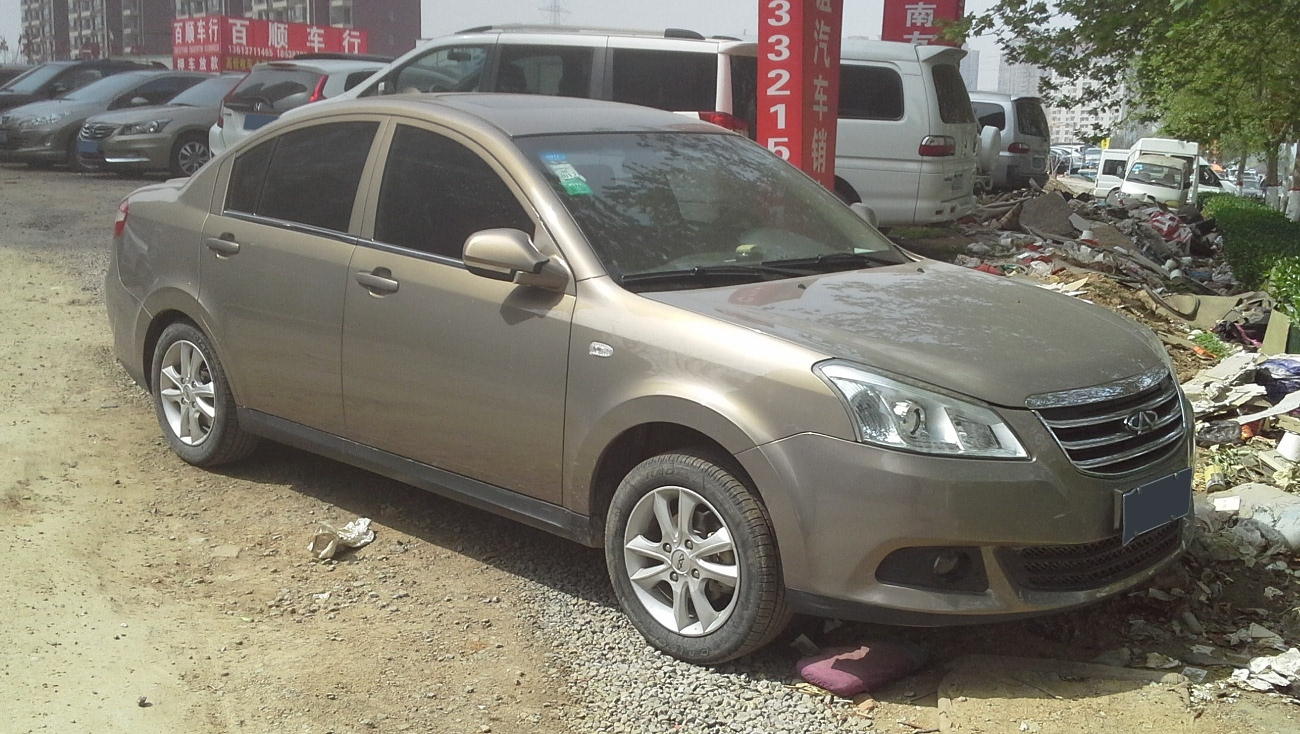
Вид спереди
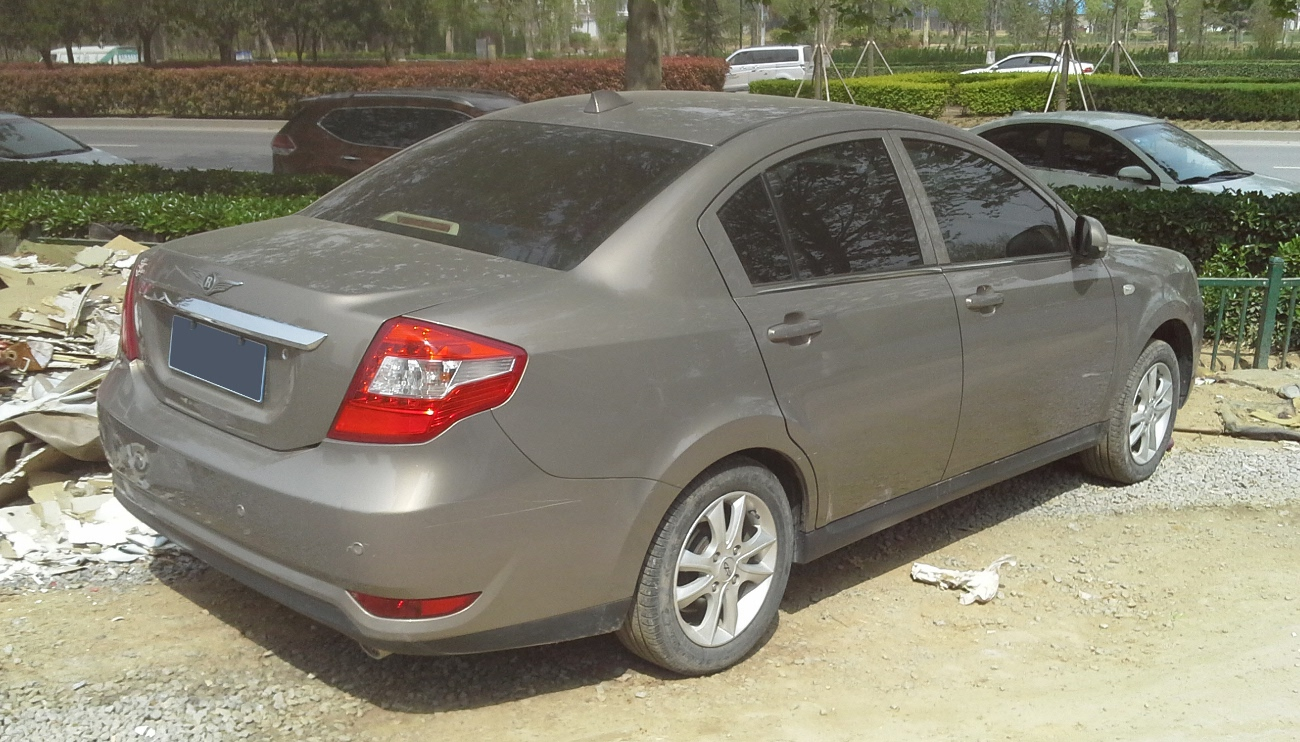
Вид сзади
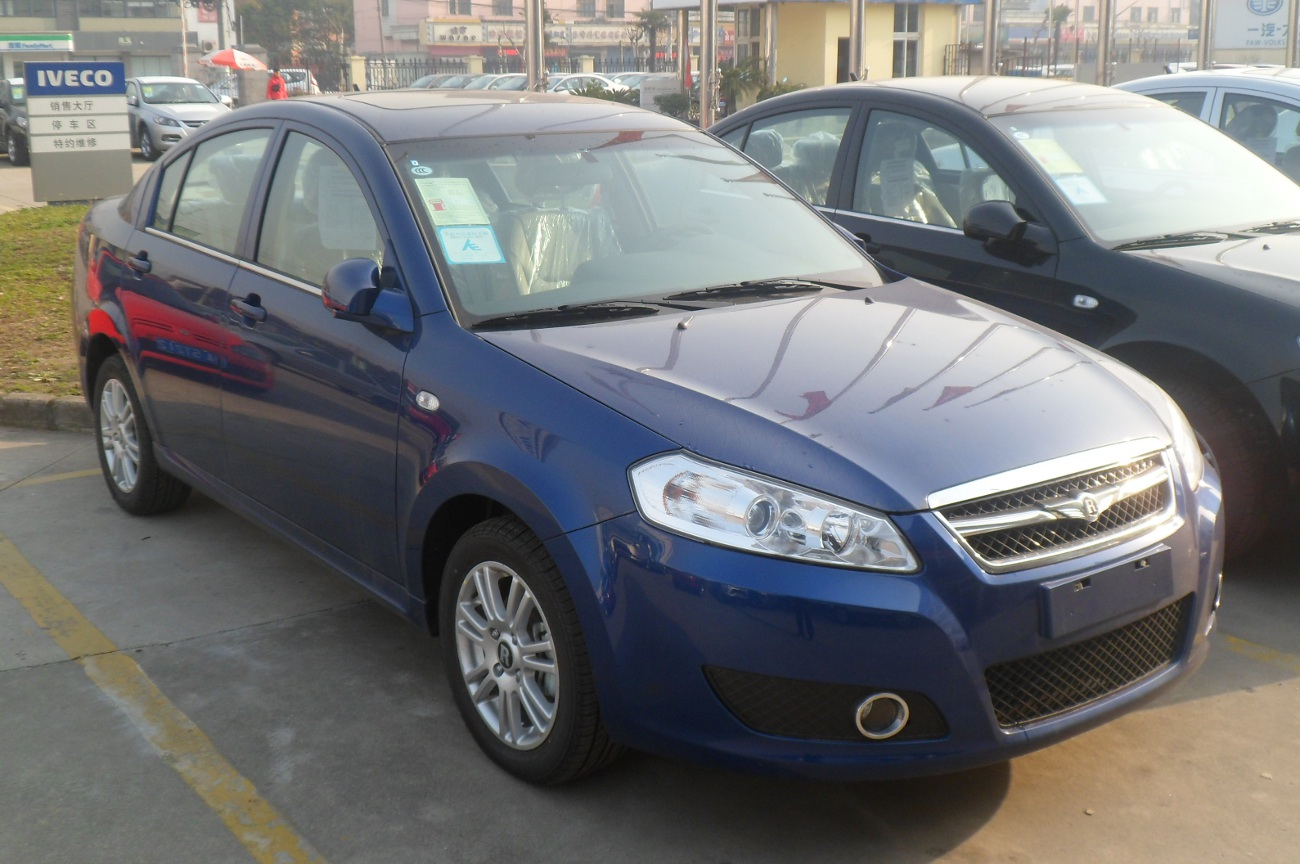
Riich G3
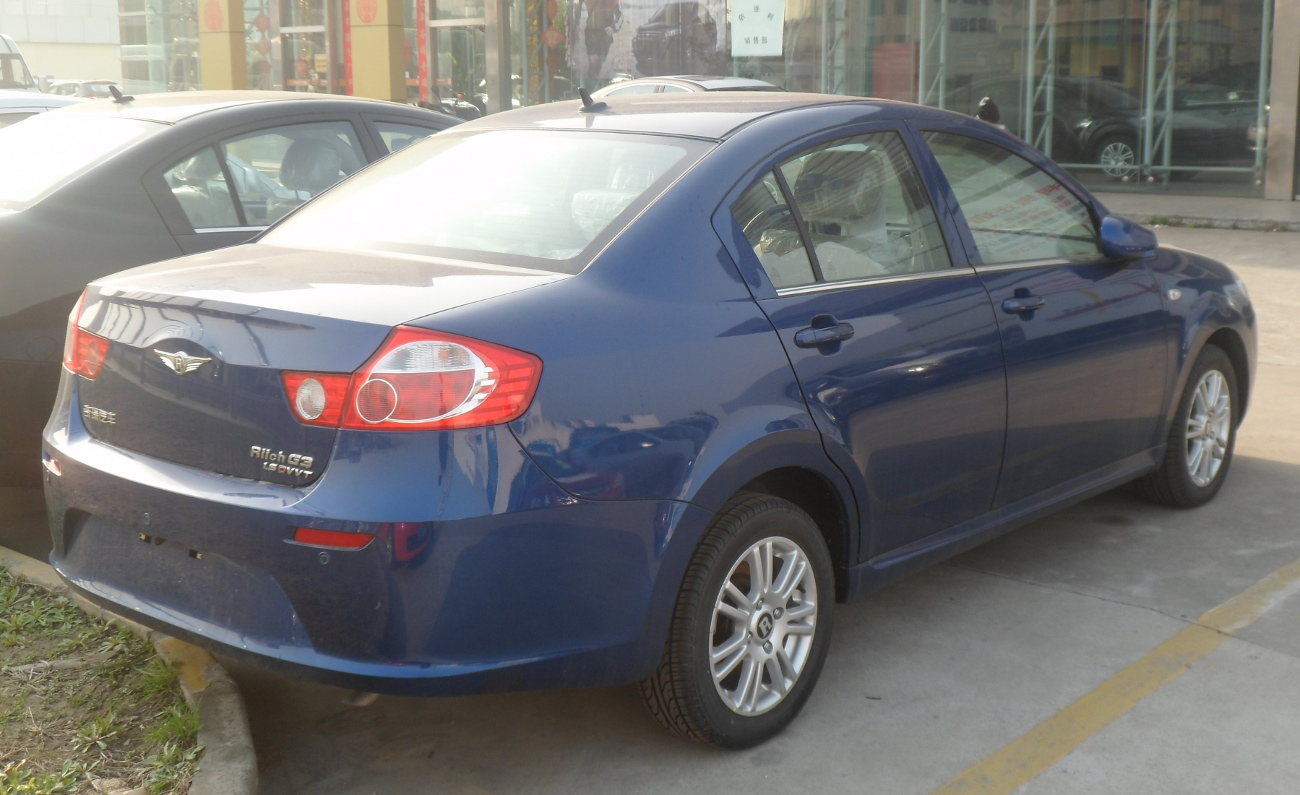
Riich G3